# Erodium recoderi
Erodium recoderi là một loài thực vật có hoa trong họ Mỏ hạc. Loài này được Auriault & Guitt. mô tả khoa học đầu tiên năm 1983.